# Plosogede
Plosogede is een bestuurslaag in het regentschap Magelang van de provincie Midden-Java, Indonesië. Plosogede telt 3974 inwoners (volkstelling 2010).